# العلاقات المكسيكية المارشالية
العلاقات المكسيكية المارشالية هي العلاقات الثنائية التي تجمع بين المكسيك وجزر مارشال.

## مقارنة بين البلدين
هذه مقارنة عامة ومرجعية للدولتين:
| وجه المقارنة                                              | المكسيك                                                                               | جزر مارشال                     |
| --------------------------------------------------------- | ------------------------------------------------------------------------------------- | ------------------------------ |
| المساحة (كم2)                                             | 1.97 مليون                                                                            | 181                            |
| عدد السكان (نسمة)                                         | 130.53 مليون                                                                          | 53.13 ألف                      |
| الكثافة السكانية (ن./كم²)                                 | 66.26                                                                                 | 29.35 ألف                      |
| العاصمة                                                   | مدينة مكسيكو                                                                          | ماجورو                         |
| اللغة الرسمية                                             | اللغة الإسبانية                                                                       | لغة إنجليزية، اللغة المارشالية |
| العملة                                                    | بيزو مكسيكي                                                                           | دولار أمريكي                   |
| الناتج المحلي الإجمالي (بليون دولار)                      | 1.15 تريليون                                                                          | 199.40 مليون                   |
| الناتج المحلي الإجمالي (تعادل القوة الشرائية) بليون دولار | 2.16 تريليون                                                                          | 207.25 مليون                   |
| الناتج المحلي الإجمالي الاسمي للفرد دولار أمريكي          | 9.01 ألف                                                                              | 3.38 ألف                       |
| الناتج المحلي الإجمالي للفرد دولار أمريكي                 | 17.32 ألف                                                                             | 3.80 ألف                       |
| مؤشر التنمية البشرية                                      | 0.756                                                                                 |                                |
| رمز المكالمات الدولي                                      | +52                                                                                   | +692                           |
| رمز الإنترنت                                              | .mx                                                                                   | .mh                            |
| المنطقة الزمنية                                           | منطقة زمنية وسطى، المنطقة الزمنية الجبلية، زمن منطقة المحيط الهادئ، منطقة زمنية شرقية | ت ع م+12:00                    |

## منظمات دولية مشتركة
يشترك البلدان في عضوية مجموعة من المنظمات الدولية، منها:
| علم المنظمة | اسم المنظمة                   | تاريخ انضمام المكسيك | تاريخ انضمام جزر مارشال |
| ----------- | ----------------------------- | -------------------- | ----------------------- |
|             | البنك الدولي للإنشاء والتعمير | 31 ديسمبر 1945       | 21 مايو 1992            |
|             | يونسكو                        | 4 نوفمبر 1946        | 30 يونيو 1995           |
|             | الاتحاد الدولي للاتصالات      | 1 يوليو 1908         | 22 فبراير 1996          |
|             | مؤسسة التمويل الدولية         | 20 يوليو 1956        | 23 سبتمبر 1992          |
|             | منظمة الشرطة الجنائية الدولية | ?                    | ?                       |
|             | الأمم المتحدة                 | 7 نوفمبر 1945        | 17 سبتمبر 1991          |
|             | مؤسسة التنمية الدولية         | 24 أبريل 1961        | 19 يناير 1993           |
|             | منظمة حظر الأسلحة الكيميائية  | ?                    | ?                       |

## وصلات خارجية
- موقع وزارة الخارجية المكسيكية